# Воденица Мирослава Станимировића у Црљенцу
Воденица Мирослава Станимировића у Црљенцу, месту у општини Мало Црниће, позната и као „Јосина воденица“, подигнута је крајем 19. века. За свој рад користи воду са реке Витовнице, која је воденичким јазом доведена до бране. Воденица се налази на списку непокретних културних добара категорисана као споменик културе Републике Србије.

## Изглед воденице
Воденица је правоугаоне је основе, димензија 15x5,2 метара. Темељи су зидани од камена у сухозиду, а на њих належе храстова греда темељача. Зидови су бонручне конструкције са испуном од храстових талпи, које су учепљене у ступце и учвршћене косницима. Воденица је споља олепљена блатним малтером и окречена у бело. Кров је четвороводни, покривен ћерамидом.
Унутрашњост је подељена на два дела – воденицу и воденичку собу. У воденици су три воденичка камена постављена у низу и раде по принципу хоризонталног воденичког кола.
Недалеко од воденице је потес Главица познат по случајним археолошким налазима и старом гробљу на коме је очуван велики број старих надгробних споменика.